# Рјоне Монтемарано (Авелино)
Рјоне Монтемарано је насеље у Италији у округу Авелино, региону Кампанија.
Према процени из 2011. у насељу је живело 86 становника. Насеље се налази на надморској висини од 821 м.